# Мурашниця сірошия
Мурашниця сірошия (Grallaria griseonucha) — вид горобцеподібних птахів родини Grallariidae.

## Поширення
Ендемік Венесуели. Поширений у гірських лісах в Андах на заході країни. Трапляється на висоті від 2300 до 2900 м над рівнем моря.

## Підвиди
Виділяють два підвиди:
- Grallaria griseonucha tachirae Zimmer, JT & Phelps, 1945;
- Grallaria griseonucha griseonucha Sclater, PL & Salvin, 1871.